# Nestor Machno

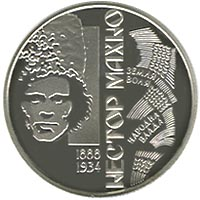
Ukraińska moneta w wizerunkiem Nestora Machny, wydana w 2013

Nestor Iwanowycz Machno, znany także jako Tatko Machno (ukr. Не́стор Іва́нович Махно́; ur. 26 października?/7 listopada 1888 w Hulajpolu, zm. 6 lipca 1934 w Paryżu) – ukraiński robotnik, rewolucjonista anarchistyczny, przywódca powstania chłopskiego, walczący przeciwko okupantom niemieckim i austro-węgierskim, Hetmanatowi, białym i bolszewikom, wynalazca taczanki.

## Życiorys

### Młodość
Był najmłodszym spośród szóstki dzieci Iwana Rodionowicza i Eudoki Matwiejewny Michnów. Miał czwórkę braci – Polikarpa, Omelana, Sawelija i Hryhorija, a także jedną siostrę – Natię. Ich rodzice należeli do wyzwolonego edyktem carskim chłopstwa. Ojciec pracował jako woźnica w hulajpolskim zakładzie Borysa Kernera. Sprawa nazwiska rodziny nie jest do końca wyjaśniona, ponieważ ojciec Iwana Rodionowicza nazywał się Rodion Iwanowycz Michnenko, dwaj jego bracia przybrali natomiast nazwisko Machno, a jedynie Iwan Michno. Przy czym wyłącznie najstarszy syn Michnów oficjalnie nosił nazwisko Machno.
Ojciec Nestora Machny zmarł, kiedy ten miał 9 miesięcy. Jego rodzina żyła w skrajnej biedzie, przez co młody Nestor już w wieku siedmiu lat zaczął pracować jako pasterz, m.in. przy wypasaniu gęsi czy bydła.
W okresie zimowym uczęszczał do cerkiewno-parafialnej szkoły w Hulajpolu, a latem pracował u właścicieli ziemskich. Następnie chodził do szkoły nauczycielskiej, którą opuścił w wieku lat 12. Pracował jako parobek w majątkach szlacheckich i na farmach bogatych chłopów.

### Działalność polityczna oraz rewolucyjna
Mając siedemnaście lat, był zatrudniony w swojej rodzinnej miejscowości jako malarz-praktykant, następnie jako robotnik w lokalnej odlewni żelaza, a ostatecznie jako odlewnik w tym samym zakładzie pracy. To wtedy zaczął angażować się w działalność polityczną i rewolucyjną. Doświadczając niesprawiedliwości i ciężkich warunków w pracy, jak również terroru stosowanego przez carski reżim podczas rewolucji 1905 roku, przyłączył się do lokalnej grupy anarchokomunistów w 1906. Był też członkiem Związku Biednych Chłopów. Aresztowany, osadzony w więzieniu „Butyrki” w Moskwie. W 1909 za zabójstwo naczelnika policji skazany na karę śmierci, zamienioną na 10 lat katorgi. Odbywając karę, przystąpił do anarchistów. 
Zwolniony z więzienia w czasie rewolucji lutowej 1917 powrócił do Hulajpola i tam utworzył oddział zbrojny. Oddział walczył z okupacyjną armią austro-węgierską i niemiecką, jak również z oddziałami podlegającymi Hetmanatowi. Oddział zyskał wielką popularność wśród miejscowych chłopów, z którego wielu zaciągnęło się w jego szeregi. Żołnierze Machny wyróżniali się odwagą, ale i niekiedy okrucieństwem. 
W latach 1919–1920 walczył przeciw wojskom białych i oddziałom Petlury, później był przywódcą anarchizującej Rewolucyjnej Powstańczej Armii Ukrainy (machnowców) oraz kontrolowanego przez nią Wolnego Terytorium. Dowodząc anarchistyczną armią zadał dotkliwe straty wojskom dowodzonym przez gen. Denikina, co miało znaczący wpływ na osiągnięcie zwycięstwa przez czerwonych. W 1919 wziął ślub z Agafią „Hałyną” Kuźmenko, której wspomnienia stanowiły w późniejszych latach ważne świadectwo życia Nestora Machny. Machnowcy na przemian współpracowali z bolszewikami jak i walczyli przeciw nim. Machno trzy razy zawierał z nimi przymierze, po czym było ono zrywane i prowadzono walki. Po wspólnym zwycięstwie nad wojskami białych, bolszewicy rozbili machnowców i zlikwidowali ich anarchistyczną republikę w Hulajpolu.

### Emigracja
Machno przedostał się z grupą towarzyszy oraz żoną do Rumunii 28 sierpnia 1921, a następnie do Polski, gdzie zostali internowani w obozie w Strzałkowie. Za kontakty z poselstwem sowieckim w Warszawie został uwięziony w więzieniu mokotowskim, jego żona natomiast w areszcie przy ul. Długiej, gdzie w październiku urodziła ich córkę Olenę (nazywaną Lesią). Przeciwko Nestorowi Machnie, jego żonie oraz dwóm towarzyszom – Iwanowi Chmarze oraz Jakiwowi Domaszence – wytoczono proces o rzekomy udział w spisku wymierzonym w integralność państwa polskiego. Wszyscy zostali jednak uniewinnieni przez sąd. Machnie zezwolono również zamieszkać poza terenem obozu w Strzałkowie, co jednak nie oznaczało pełnej swobody poruszania się. Wraz z rodziną otrzymał w 1922 nakaz osiedlenia się w toruńskim hotelu dla internowanych. Następnie jego żonie z córką udało się wyjechać do Paryża, jemu natomiast do Gdańska, gdzie leczył się w szpitalu. W 1923 przedostał się również do stolicy Francji, w której pracował jako szewc, dekorator w studiu filmowym oraz robotnik w drukarni. Pisał do „Dieła Truda” oraz „Le Libertaire”. Również, dzięki wsparciu finansowemu nieznanego z nazwiska anarchisty, spisał swoje wspomnienia, które miały się ukazać wstępnie w trzech tomach. Został jednak wydany tylko jeden tom, dwa kolejne dopiero po śmierci Machny.
Bardzo ubogie warunki życia, ciągłe niedożywienie i prawdopodobnie problemy z alkoholem spowodowały, że chorujący już długo na gruźlicę Nestor Machno trafił wiosną 1934 do szpitala. Jego stanu nie udało się poprawić, zmarł 6 lipca tego samego roku. Został pochowany na cmentarzu Père-Lachaise.

## Kwestia odznaczenia
Według Galiny Kuzmenko (żona Nestora Machny) i Wiktora Jalańskiego (ich prawnuk) Nestor Machno otrzymał radziecki Order Czerwonego Sztandaru, co potwierdza jedno ze zdjęć anarchistycznego dowódcy (aczkolwiek słabej rozdzielczości). Informacja ta nie ma jednak potwierdzenia w dokumentach. Istnieją więc dwie teorie odnośnie do kwestii odznaczenia:
- Nestor Machno został odznaczony orderem, jednak fakt ten nie został odnotowany[12]
- widniejące na zdjęciu odznaczenia „czarnego atamana” to tak naprawdę odznaka czerwonego dowódcy (bardzo podobna do Orderu Czerwonego Sztandaru), a sam Machno nigdy nie otrzymał tego orderu

## Film
W 2006 został nakręcony 12-odcinkowy film biograficzny Diewiat’ żyzniej Niestora Machno (Девять жизней Нестора Махно) w reżyserii Nikołaja Kaptana. W filmie w roli głównej wystąpił Paweł Derewianko.